# Pseudechiniscus yunnanensis
Espèce
Pseudechiniscus yunnanensis est une espèce de tardigrades de la famille des Echiniscidae. 

## Distribution
Cette espèce est endémique du Yunnan en Chine.

## Étymologie
Son nom d'espèce, composé de yunnan et du suffixe latin -ensis, « qui vit dans, qui habite », lui a été donné en référence au lieu de sa découverte, le Yunnan.

## Publication originale
- Wang, 2009 : Tardigrades from the Yunnan-Guizhou Plateau (China) with description of two new species in the genera Mixibius (Eutardigrada: Hypsibiidae) and Pseudechiniscus (Heterotardigrada: Echiniscidae). Journal of Natural History, vol. 43, no 41/42, p. 2553-2570.